# Dipartimento di Tabou
Il dipartimento di Tabou è un dipartimento della Costa d'Avorio. È situato nella regione di San-Pédro, distretto di Bas-Sassandra.
Nel censimento del 2014 è stata rilevata una popolazione di 195.510 abitanti. 
Il dipartimento è suddiviso nelle sottoprefetture di 
Dapo-Iboké, Djamandioké, Djouroutou, Grabo, Olodio e Tabou.